# 헨리크 1세

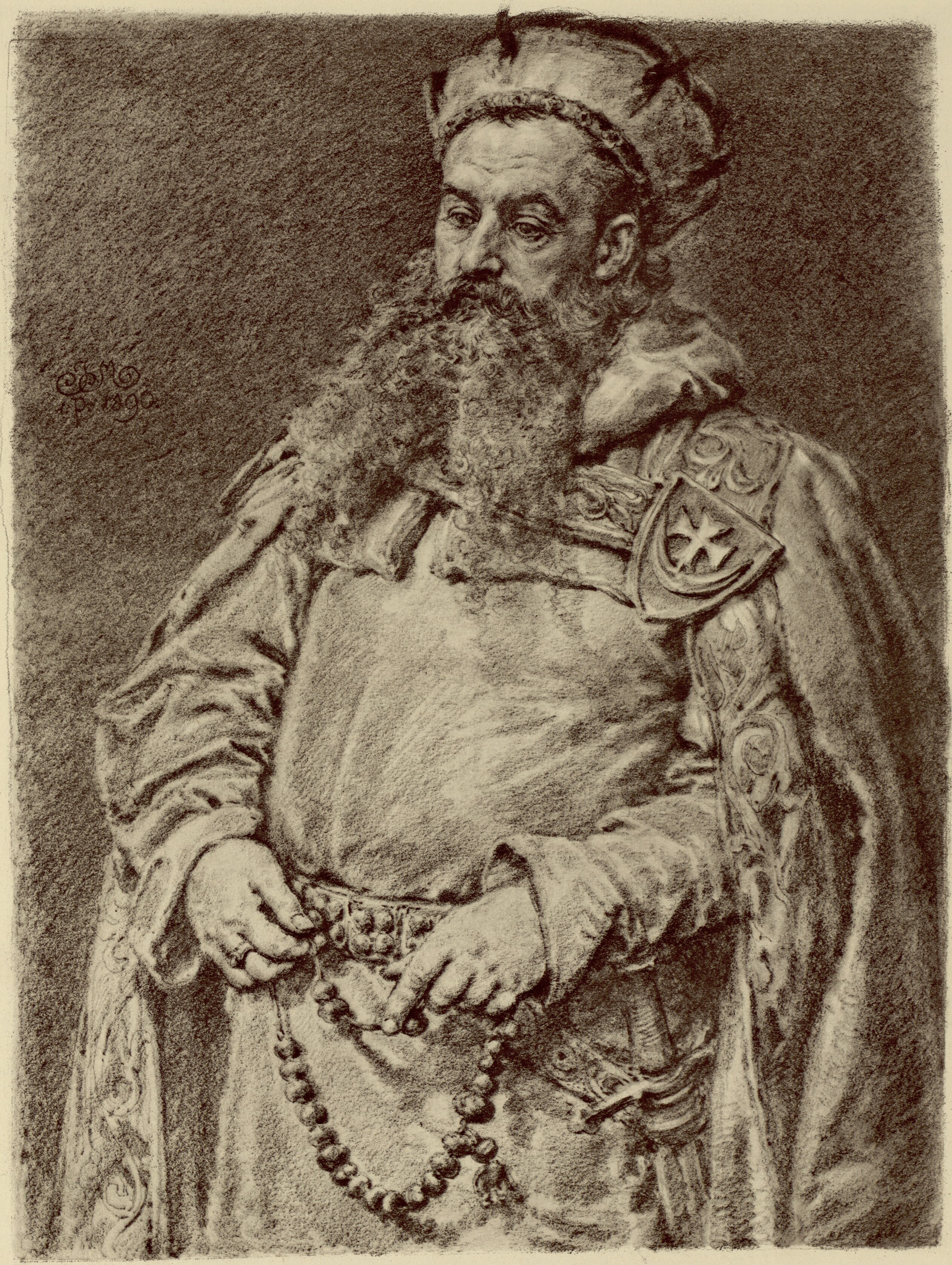
헨리크 1세

헨리크 1세(폴란드어: Henryk I, 1165년경 ~ 1238년 3월 19일)은 폴란드 고공(재위: 1232년 ~ 1238년)이다. 별명은 턱수염고공(폴란드어: Brodaty 브로다티[*]). 1201년부터 1238년까지 실롱스크 공작을 역임했다.
실롱스크 공작 볼레스와프 1세 비소키(Bolesław I Wysoki, 키다리공)의 넷째 아들로 태어났다. 폴란드 영토 내에 독일인의 식민을 장려했다. 이를 계기로 헨리크 1세가 지배하고 있던 실롱스크는 문화, 경제 분야에서 크게 발전했다. 실롱스크가 점차 세력을 확장해 나가면서 헨리크 1세는 실질적인 폴란드의 국왕으로 군림하게 된다. 헨리크 1세의 영지는 그의 아들인 헨리크 2세가 상속받았다. 그의 아내인 실롱스크의 헤드비지스는 실롱스크의 수호 성인이기도 하다.